# Möhlin
Möhlin je obec ve švýcarském kantonu Aargau.

## Působení firmy Baťa
Ke švýcarským zákazníkům se Baťovy boty dovezené ze Zlína poprvé dostaly v roce 1926. O tři roky později byly v Basileji a Bernu otevřeny první Baťovy prodejny.
V září 1931 firma Bata Schuh A. G. koupila v Möhlinu pozemky o rozloze 24 ha. V dubnu 1932 byl položen základní kámen továrny, v červnu byla dokončena přízemní hala a ze Zlína sem dorazilo strojní vybavení. Dne 12. července 1932 zde měl Tomáš Baťa slavnostně otevřít novou pobočku - při odletu z Otrokovic však zahynul při letecké nehodě. V srpnu prvních 30 zaměstnanců zahájilo výrobu kožené obuvi, začátkem října jich zde pracovalo 60-80 a v únoru 1933 už jich bylo 200.
Na podzim 1932 odjela první skupina švýcarských chlapců do Zlína, aby studovala v Baťově škole práce. V dalších letech přibývaly další výrobní objekty a sklady, byla zahájena výroba gumové obuvi. Od roku 1933 také vznikaly první rodinné domky, později ubytovny pro svobodné zaměstnance.
Výroba kožené obuvi zde skončila v roce 1989. O rok později byla ukončena i výroba gumové obuvi a továrna se 125 zaměstnanci byla uzavřena. Dalších 15 let zde firma Baťa měla ještě kanceláře.

## Partnerská města
- Zlín, Česko[2]